# بوهموند پنجم انطاکیه
بوهموند پنجم انطاکیه (انگلیسی: Bohemond V of Antioch؛ ۱۱۹۹ – ۱۷ ژانویه ۱۲۵۲)، شاهزاده انطاکیه از سال ۱۲۳۳ تا ۱۲۵۲ و کنت طرابلس از سال ۱۲۳۳ تا ۱۲۵۲ میلادی بود. پس از مرگ پدرش، بوهموند چهارم، و همزمان با قدرت رسیدن وی، تقریبا تمام فرقه‌های نظامی اعلام استقلال کردند و از این رو بخشی از قلمروی بوهموند همچون بندر طرطوس، بغراس، مرقب، حصن‌الاکراد و صافیتا که تحت کنترل فرقه‌های نظامی بود، کاسته شد.وی همچون پدر و پدربزرگش خود را از درگیری و اختلافات میان فرانک‌ها و سیسیلی‌ها بر سر حکومت اورشلیم پرهیز کرد و نیز برخلاف بیشتر مسیحیان انطاکیه و طرابلس در شرکت در جنگ صلیبی هفتم که میان صلیبیون و ایوبیان در مصر درگرفت خودداری ورزید که مسئله بیشتر بخاطر ارتباطات وی با حکومت‌های مسلمان همجوارش بود. وی سرانجام در ژانویه ۱۲۵۲ درگذشت و پسرش بوهموند ششم جانشین وی شد.